# 비악둥근잎박쥐
비악둥근잎박쥐(Hipposideros papua)는 잎코박쥐과에 속하는 박쥐의 일종이다. 인도네시아 서파푸아 파푸아 주의 비악 제도(쇼텐 제도)와 센데라와시 만(길빙크 만)의 토착종이다.

## 특징
보통 크기의 박쥐로 몸길이가 49.9~55.8mm이고, 전완장이 49.5~52.7mm이다. 꼬리 길이는 23.6~34.8mm이고 귀 길이는 16.9~17.5mm이다. 몸무게는 최대 11g이다. 등 쪽 털은 짙은 갈색을 띠는 반면에 배 쪽은 밝다. 귀는 길고 넓으며 삼각형 모양이다.

## 생태
작은 무리를 지어 동굴에서 숨어 지낸다. 먹이는 곤충이다. 10월초에 임신한 암컷이 포획된다.

## 분포 및 서식지
뉴기니섬 서부 일부 지역과 베이칸제도, 비악섬, 수피오리섬, 게베섬, 할마헤라섬, 눔포르섬에 널리 분포한다. 해발 최대 300m 이하의 습윤 열대 일차림에서 서식한다.